# Drniš
Drniš (olaszul: Dernis) város és község Horvátországban Šibenik-Knin megyében.

## Fekvése
Knintől légvonalban 20, közúton 24 km-re délre, Dalmácia középső részén fekszik. Drniš község területe a hozzá tartozó településekkel együtt 355 km2. Régiói közül megkülönböztethető maga Drniš városa, a Miljevaci-fennsík, az egykori bányavidék Siverić, Tepljuh, Velušić településektől Trbounjéig, a Petropoljei körzet és a nyugati rész.

## A község települései
Közigazgatásilag Badanj, Biočić, Bogatić, Brištane, Drinovci, Drniš, Kadina Glavica, Kanjane, Kaočine, Karalić, Ključ, Kričke, Lišnjak, Miočić, Nos Kalik, Pakovo Selo, Parčić, Pokrovnik, Radonić, Sedramić, Siverić, Širitovci, Štikovo, Tepljuh, Trbounje, Velušić és Žitnić települések tartoznak hozzá.

## Története
A drniši Gradina-hegy 334 méteres magasságával emelkedik a Petrovo polje síkja fölé. A régészeti leletek tanúsága szerint ez a stratégiai fontosságú hely már ősidők óta szolgál emberi menedékhelyül. Középkori vára a Nepilićek egykori birtoka a mai várromok déli részét képezi. Drniš első írásos említése a 15. században történt a šibeniki jegyző Giorgio Lorenzo 1494. március 8-án kelt okiratában, mely egy Drniš városa alatti („sub urbum Dernis”) kert adásvételére vonatkozott.
A Dalmácia elleni török támadások már 1415-ben megkezdődtek, melyek során többször felégették és kirabolták. 1522-ben Drniš vára valamint a környékbeli várak, Knin vára és Skradin vára is török kézre került és 1528-ban náhije székhelyeként már a török közigazgatásba is betagozódott. A török korban épült a vár központi tornya és északkeleti fala. A kandiai háború előtt 1647-ben járt itt Evlija Cselebi török utazó, aki szerint akkor 200-300 ház és öt dzsámi állt a városban. Folyóvízzel a Promina-hegységről látták el, a Čikola folyón pedig hidak íveltek át, melyek közül egy még ma is áll. A náhije központjában a bírói hatalmat a naib, a skradini kádi alárendeltje képviselte. A várőrség parancsnoka a dizdar volt, akinek az alacsonyabb beosztású parancsnokok voltak alárendelve. A velencei hadak a kandiai háborúban 1664-ben elfoglalták Drniš várát, de 1670-ben visszatért a török uralom. Végül 1683-ban Leonardo Foscolo velencei serege szabadította fel, melynek során a vár nagy részét lerombolták. A romokat nagy sietséggel építették újjá, mert az 1715-ös török támadáskor már készen állt. Még a velencei uralom idején épült fel a Gradinán az első közösségi ház a ma már romos Nakić–Vojnović ház.
A török veszély elmúltával a vár jelentősége is csökkent. Ekkor a 18. század vége felé kezdett kiépülni az új városközpont a Poljanán, ott ahol ma is található. 1783-ban épült fel a velencei törvényház, a későbbi közösségi ház, 1790-ben pedig a város alsó részén a Milić-Štrkalj-ház, ahol 1818-ban I. Ferenc osztrák császár, majd 1875-ben I. Ferenc József császár is megszállt itteni látogatása során. 1797-ben a Velencei Köztársaság megszűnésével a Habsburg Birodalom része lett. 1806-ban Napóleon csapatai foglalták el és 1813-ig francia uralom alatt állt. Napóleon bukása után ismét Habsburg uralom következett, mely az első világháború végéig tartott. Ebben az időszakban a város jelentős fejlődésen ment át. 1803-ban nyílt meg az első postaállomás, majd 1815-ben megkezdődött az oktatás az alapiskolában, bár Lovre Senitić atya jóvoltából már 1708-ban is volt írás és olvasás oktatás a településen. 1864-ben megalapították a helyi dalárdát, 1867-ben pedig megnyílt az olvasókör. Az 1869/70-es tanévben az olasz nyelvű oktatást a horvát váltotta fel. 1877-ben az 1835-ben nyílt siverići barnaszénbányáknak köszönhetően létrejött a vasúti összeköttetés Splittel és Šibenikkel. 1905-ben a mező- és erdőgazdaságok fejlesztésére megalapították a községi takarékpénztárat, 1908-ban bevezették a vizet, 1910-ben Kalunon megindult a bauxit termelés. A városnak 1857-ben 1383, 1910-ben 1784 lakosa volt.
Az első világháború után előbb a Szerb Királyság, majd rövid ideig az Olasz Királyság, ezután a Szerb–Horvát–Szlovén Királyság, majd a Jugoszláv Királyság része lett. A két világháború közötti időszakban vezették be az áramot, a telefont, 1925-ben épült ki a vasútvonal Zágráb felé. A második világháború idején a város az usztasa, csetnik, partizán alakulatok, valamint az olasz és német hadsereg küzdőterévé vált.
A háború utáni szerb és horvát békés együttélés 1990-ig tartott. 1991-ben lakosságának 74 százaléka horvát, 22 százaléka szerb nemzetiségű volt. A délszláv háború idején 1991. szeptember 16-án a szerb felkelők megtámadták a várost, melynek horvát lakossága elmenekült és ezután négy évig élt száműzetésben. Szerb lakói csatlakoztak a Krajinai Szerb Köztársasághoz. A horvát hadsereg 1995 augusztusában a Vihar hadművelet során foglalta vissza a települést. A visszatért horvátok csak leégett és lerombolt házaikat találták, és története során ki tudja hányadszor kezdték el újjáépíteni a városukat. 2011-ben a településnek 3144 lakosa volt.

## Lakosság
| Lakosság változása | Lakosság változása | Lakosság változása | Lakosság változása | Lakosság változása | Lakosság változása | Lakosság változása | Lakosság változása | Lakosság változása | Lakosság változása | Lakosság változása | Lakosság változása | Lakosság változása | Lakosság változása | Lakosság változása | Lakosság változása |
| ------------------ | ------------------ | ------------------ | ------------------ | ------------------ | ------------------ | ------------------ | ------------------ | ------------------ | ------------------ | ------------------ | ------------------ | ------------------ | ------------------ | ------------------ | ------------------ |
| 1857               | 1869               | 1880               | 1890               | 1900               | 1910               | 1921               | 1931               | 1948               | 1953               | 1961               | 1971               | 1981               | 1991               | 2001               | 2011               |
| 1.383              | 1.406              | 1.459              | 1.545              | 1.769              | 1.784              | 1.921              | 2.119              | 2.597              | 2.746              | 3.207              | 3.778              | 4.035              | 4.653              | 3.332              | 3.144              |

## Nevezetességei
- Páduai Szent Antal tiszteletére szentelt temploma[5] eredetileg Halil hodzsa dzsámijaként épült a 16. század közepén.[6] A török kiűzése után a 17. század végén a visovaci ferences atyák eredeti formáját megtartva keresztény templommá építették át. A dzsámi középső terét keletre és nyugatra meghosszabbították, a templomhajó utolsó átépítése 1857-ben történt. Az I. világháború idején a kupola réz borítását háborús célokra vitték el, ezután kőlapokkal fedték be. 1951-ben a kupola teljesen beomlott és pénzhiány miatt nem tudták újjáépíteni. Ehelyett ideiglenesen egyszerű kétosztatú tetővel fedték be. 1988-ban sikerült rekonstruálni a dzsámi eredeti kupolájának formáját, mely alatt megmaradtak az eredeti török belső festés nyomai. A harangtorony a templomtól délnyugatra épült fel 1792-ben. A templom eredetileg a Rózsafüzér királynőjének volt szentelve, csak később kapta mai titulusát. A főoltár Szent Antal barokk képével a spliti Zeffirino Grassi munkája 1910-ből. Ugyanő készítette 1915-ben a Gyógyító Boldogasszony oltárát is, melyen Szűz Mária képe ezüst keretben látható. A másik oldalon levő Jézus Szíve oltár 1959-ben épült a régi oltár helyén, mely a kupola beomlásakor ment tönkre. A délszláv háború idején a tornyot gránáttalálat érte és leomlott, a templom is romos állapotba került, berendezése tönkrement. A háború után állami segítséggel építették újjá. Szent Antal régi barokk oltárképét a visovaci kolostorba vitték, a helyére elhelyezett új kép Ante Dželalija polgármester ajándéka.[6]
- A Szent Rókus templomot[7] 1731-ben egy nagy pestisjárványt követően építették. Egyszerű egyhajós épület, négyszögletes apszissal, oldalt félköríves ablakokkal. A főbejárat felett áll kőből épített pengefalú harangtornya. A délszláv háború idején kifosztották és elpusztították, harangját elvitték.[6] A háború után annyira sikerült helyreállítani, hogy istentiszteletet lehessen benne tartani.
- A Rózsafüzér királynője tiszteletére szentelt plébániatemplom[8] a város központjában áll. A templomot 1871 és 1886 között építették. 1886. május 9-én szentelte fel Fosco šibeniki püspök.[6] A templom neoromán stílusban épült háromhajós épület, félköríves apszissal. Homlokzatát kő pilaszterek tagolják, melyek árkádokban végződnek, középen nagy méretű rózsaablak díszíti. A hajók megvilágítását hat-hat íves ablak biztosítja. Orgonáját 1897-ben építették. Legnagyobb hiányossága, hogy nincs harangtornya, mert azt nem építettek. A márvány főoltárt Josip Barišković spliti mester építette neoklasszicista stílusban. Az oltárfülkében 1961-ben helyezték el Ivan Meštrović Petropoljei Boldogasszony szobrát.[6] A templomhajó márvány Szent József oltára valószínűleg szintén Barišković munkája, az oltárkép ismeretlen mester műve. A másik oldalon látható Boldogasszony oltár 1885-ben készült a Boldogasszony képével, a fülkében látható Szűz Mária szobrot 1911-ben helyezték el. A délszláv háború idején mindkét műalkotásnak nyoma veszett. 1932-ig a templom egyszerűen fehérre volt festve. Belső festését ebben az évben kezdte el a livnói Vladimir Marjanović akadémiai festőművész. A templom jobb oldalán látható keresztet 1950-ben emelték. A délszláv háború idején a templom romos állapotba került, berendezésének nagy része tönkrement. 1997-ben előbb a tetőt javították ki, majd minisztériumi támogatással a belső teret is teljesen megújították. Végül 2006-ban az értékes orgonát is újjáépítették a Zupan testvérek.[6]
- A városban két pravoszláv templom is áll: Az Istenanya mennybevitele templomot[9] a 20. század elején építették Ć. M. Iveković tervei szerint bizánci stílusban. Felszentelése 1908-ban történt, ma is eredeti formájában áll. A másik templom Mihály arkangyal tiszteletére van szentelve és a pravoszláv temetőben áll a város Split felőli kijáratánál.[6]
- Drniš várának maradványai[10] a 334 méteres Gradina nevű magaslaton találhatók. Az első régészeti leletek a bronzkorból származnak és a vár csak a 19. században az Osztrák–Magyar Monarchia idején veszítette el jelentőségét. A várnak ma már csak a déli része látható, melyet a középkorban a környék ura a Nepilić család építtetett. Megmaradt még a központi torony nagyobb része is, valamint a török által épített északkeleti védőfal. A török korban náhije központjaként a vár fontos szerepet töltött be, ezért jelentősen bővítették. Ekkor építették a hengeres ágyútornyot is. Ebből az időből maradtak fenn a vár közelében a minaret, a dzsámiként épített mai Szent Antal templom és az őrtorony is. A középkori vár legnagyobb része akkor pusztult el, amikor a velenceiek elfoglalták, majd a török veszély miatt gyorsan újjáépítették. Ekkor épült meg három bástya, de ezekből mára csak kevés maradt. A délszláv háború idején a szerb támadók legkevesebb négyszer találták el ezt a védett kulturális emléket, melynek következtében a falak és a torony is sérüléseket szenvedtek.[11]
- Drniš egykori öt török dzsámijából mára egy minaret maradványai láthatók.[12] A minaretből csak az alsó része (mintegy 12 méter magasan) maradt fenn. Az egész épület talapzataként szolgáló négyszögletes talapzatról emelkedik ki a minaret fő részének törzse, amely a lejtős sarkokon át egy nyolcszögletű sokszögbe, majd a minaret tizenkét oldalas törzsébe emelkedik. A minaret valószínűleg a 16. században épült a török drniši uralma idején.
- A városban az egyik leghíresebb horvát szobrászművésznek Ivan Meštrovićnak több alkotása is látható. A városi parkban „Az élet kútja”, a Park szálló mögött a „Szántók” dombormű, míg az egészségház előtt „Az anya gyermekével” című alkotása áll.[13] A városi múzeumban is találhatók még Meštrović művek.
- A várostól mintegy tíz percnyi útra a Krka folyó azonos nevű szigetén található Visovac ferences temploma és kolostora. Visovacot 1345-ben I. Lajos magyar király oklevelében említik először, melyben a király Rog várát és Visovac szigetét Budislav Ugrinić grófnak adományozta. Nem sokkal később a szigetre Ágoston-rendi szerzeteseket telepítettek, akik felépítették Szent Pál tiszteletére szentelt templomukat és kolostorukat. A ferencesek 1440-ben érkeztek ide, miután az utolsó Nepilić gróf 1434-ben elhunyt és sógora Frangepán Anzs gróf Kamičak várát és a környező birtokokat nekik adományozta. A király azonban az adományt nem szentesítette és Kamičakot Grgur Utješinovićnek adta, aki Visovacot átadta a ferenceseknek akik azóta is birtokolják a szigetet. 1645-ben a török rajtaütött a szigeten, az épületeket lerombolták és az ott maradt két ferences atyát meggyilkolták. 1676-ban a kolostort és templomát újjáépítették és azóta is állnak.
- A Čikola- és Krka-mente várait a Nepilićek építtették a középkorban birtokaik védelmére. A család nagy területek ura volt az ország déli részén, birtokaik kiterjedtek Knin és a Knini mező, a dalmáciai Koszovó mező, Promina, Miljevci, Petrovo mező és Zagora területére. Hatalmuk különösen 1324, a Bribiri grófok feletti Kninnél aratott győzelem után nőtt meg.
  - Kamičak vára a Krka bal partján, Visovac közelében, nehezen megközelíthető helyen található. A vár ma erősen romos állapotban áll, csak csekély maradványai találhatók. A legépebben fennmaradt rész az északi, Krka felőli oldal egy torony maradványaival. A vár központi részéből csak az északi és északnyugati falak, valamint a nyugat-keleti irányú zárófal maradt fenn. A 19. században közelében még ókori épületek maradványai is láthatók voltak. A vár alatti szántóföldet a nép Svačicának nevezi. A Svačicok leszármazottai a Nepilićek is Kamičakról származtak. A várat a történeti források „Kamichech” (1345), „Kamichack” (1411), „Kamichach” (1421) és „Camichach” (1434) alakban említik.[14] A várat a nép Utješinović-várként is nevezi, mert a 15. században itt volt az Utješinović grófok birtokközpontja. Itt született 1482-ben Juraj Utješinović, akit a magyar történetírás Fráter Györgyként vagy György barátként ismer. Korának egyik legnagyobb politikusa volt, királyi kincstartó, majd helytartó, Magyarország kormányzója, nagyváradi püspök, majd bíboros, esztergomi érsek, erdélyi vajda, az Erdélyi Fejedelemség megszervezője és 1551-es meggyilkolásáig tényleges ura volt. Kamičak urai közül említésre méltók még a Halapić testvérek, akik részt vettek II. Ulászló királlyá választásában. Kamičakról származott Mišljenović Márk horvát–dalmát és szlavón bán (1506–1507). A várat 1522-ben foglalta el a török.[14]
  - Ključica vagy Ključ vára a Čikola-szoros jobb oldalán, a mai Ključ falu területén található. Közelében egy történelem előtti vár maradványai is találhatók. A középkori vár központi része szabálytalan négyszög alaprajzú, melynek nyugati részén ötszögletű torony és kerítőfal állt. A falakon belül még felismerhetők a háromszögű palota, az őrség szállásának és az északi falra támaszkodó helyiségek maradványai. Alattuk található a ciszterna és a tömlöc. Fennmaradt a zárófal legnagyobb része, valamint a két íves udvari kapu. Ključ várát a 14. század első felében emelték a Nepilićek, hogy innen ellenőrizhessék a Šibenikről Boszniába menő velencei kereskedelmi forgalmat. A vár közvetlen közelében a Čikola felett híd ívelt át, melyen a Nepilićek hídvámot szedtek. Emiatt összeütközésbe kerültek a šibenikiekkel, akik elfoglalták és felgyújtották a várat. A két fél közötti viszály váltakozó szerencsével még hosszú ideig folytatódott, végül 1522-ben a török elfoglalta és csak 1648-ban a kandiai háború során szabadult fel uralma alól. A várat ezután jelentőségét veszítve kőbányaként használták, anyagát a környék építkezéseihez hordták el.[14]
  - Nečven vára Promina nyugati oldalán, a Krka feletti magas parton található. A romok ezer négyzetmétert foglalnak el. Nečvent 1487-ben erődített településként említik először „Nechwen” alakban. A vár északkeleti részét valószínűleg mély árok választotta el a többi részétől, melyen felvonóhíd ívelt át. A déli oldalon a meredek falak magassága a 15 métert is elérte, míg az északi oldal mára már teljesen romos. Ezen az oldalon állt a négyszögű torony, mely öt emelet magasságba emelkedett. Nečven várában átellenben a Krka túlpartján emelkedett a Šubićok Trošenj nevű vára, mellyel a többnyire ellenséges viszony ellenére a Krkán átívelő híd kötötte össze. Ezt a hidat csak 1647-ben a török elleni felszabadító háború során rombolta le Stjepan Sorić. A 20. században végzett régészeti kutatások során a vár alatt megtalálták a Szentlélek tiszteletére szentelt középkori templom alapjait.[14]
  - Bogočin vára a Krka bal partján, Bogatić település közelében, stratégiai fontosságú helyen áll. Neve valószínűleg még pogány időkből ered, amikor tűz lángolt itt az istenek tiszteletére. A hagyomány szerint a 9. században horvát zsupánság székhelye volt, első ismert birtokosa a Martinušić, majd később a Bogetić család volt. Írásos forrás 1486-ban „Bogochin” alakban említi először, a 16. század elején készített Pagani-térképen „Buguncic” névvel jelölik.[14]
- A község legnagyobb természeti látványossága a Krka Nemzeti Park területén található Rogi-vízesés (Roški slap) mely hat, egymást követő zuhatatgból áll. Nevét az egykori közeli Rog váráról kapta, amelynek azonban mára nyoma sem maradt. A vízesés hosszúsága 650 méter, legnagyobb szélessége 450 méter, szintkülönbsége 22,5 méter. A fő zuhatag 15 méter magasságból ömlik a Visovac-tóba. 1910-ben jobb oldalán vízierőművet építettek.
- A Danica szálloda[15] egy monumentális kétszintes épület, kiemelkedő rizalitokkal. A legreprezentatívabb a déli homlokzat, melynek földszintjén hét ajtó található. Közülük a középső kiemelkedő szecessziós díszítésű pilaszterekkel rendelkezik, míg a falat követ utánzó széles fugák tagolják. A déli homlokzat központi részének az első és a második emeleten öt ablaka van, az első emeleten pedig középen erkély található, erős konzolokkal és kovácsoltvas korláttal. Az ablaknyílások felett profilozott párkányok találhatók, míg a középső részt pilaszterek, valamint a rizalit sarkai emelik ki, amelyek szerény szecessziós díszítéssel rendelkeznek. A Danica szálloda a 20. század elején épült a historizmus és a szecesszió stílusjegyeivel, és az akkori Drniš legreprezentatívabb épülete volt.[15]

## Galéria
- A Szent Antal templom
- A Rózsafüzér királynője plébániatemplom
- Az Istenanya mennybevitele pravoszláv templom
- A minaret maradványa
- Drniš várának maradványai
- Drniš várának falai
- Drniš látképe
- ”Az élet kútja” – Ivan Meštrović alkotása a városi parkban.
- ”Anya gyermekével” - Ivan Meštrović alkotása